# Butyribacter
Butyribacter es un género de bacterias grampositivas de la familia Lachnospiraceae. Actualmente (2024) sólo se compone de una especie: Butyribacter intestini. Fue descrito en el año 2021. Su etimología hace referencia a productor de ácido butírico. El nombre de la especie hace referencia a intestino. Es inmóvil, anaerobia estricta. Tiene un tamaño de 0,5-1,0 µm de ancho por 2-8 µm de largo. Las colonias son blancas, opacas, planas y lisas, con márgenes rizoides. Temperatura de crecimiento entre 30-42 °C, óptima de 37 °C. Produce ácido butírico y ácido acético como productos del metabolismo. Tiene un tamaño de genoma de 3,6 Mpb y un contenido de G+C de 36,8%. Se ha aislado de heces humanas en China. 